# Wagony doczepne KPS nr 261–296 (tramwaje w Brnie)
Wagony doczepne KPS nr 261–296 – typ dwuosiowego, jednokierunkowego wagonu doczepnego produkowanego przez zakłady Královopolská dla przewoźnika Společnost brněnských elektrických pouličních drah (SBEPD, obecnie DPMB) w latach 1939–1947. Były to pierwsze wagony tramwajowe z całkowicie metalowym nadwoziem dostarczone do Brna.

## Historia
Po utworzeniu Protektoratu Czech i Moraw (niem. Protektorat Böhmen und Mähren) samochody stały się niedostępne dla zwykłych ludzi. Musieli oni korzystać z transportu publicznego, aby przemieszczać się po mieście, co doprowadziło do bardzo szybkiego wzrostu liczby pasażerów; dla porównania, w 1930 roku przewieziono 58 milionów pasażerów, w 1940 roku już 70 milionów, a w 1944 roku przetransportowano aż 132 miliony. Brneński tabor tramwajowy był niewystarczający pod względem pojemności w stosunku do takiego obciążenia, co spowodowało lukę, którą należało wypełnić. Po zamówieniu przez Brno nowych wagonów doczepnych, Královopolská rozpoczęła projektowanie zupełnie nowego typu wagonu z całkowicie metalowym nadwoziem, którego produkcja seryjna ruszyła w 1939 r. Celem była modernizacja istniejącego taboru, a jednocześnie wzmocnienie komunikacji tramwajowej poprzez zestawienie składów potrójnych (wagon silnikowy+doczepny+doczepny). Drugą serię tramwajów dostarczono po II wojnie światowej w 1947 roku, wagony te miały służyć jedynie do przywrócenia komunikacji tramwajowej po pożarze zajezdni Pisárky i nalotach z 1945 roku.

## Konstrukcja
Nadwozie tramwaju było całkowicie metalowe, nitowane, składało się ze spawanej ramy wykonanej z profili stalowych, pokrytej na zewnątrz blachą. Po prawej stronie nadwozia wstawiono dwoje dwuskrzydłowych drzwi harmonijkowych, po lewej stronie dwoje drzwi jednoskrzydłowych. Nadwozie zostało osadzone na dwóch wózkach jednoosiowych. Wewnątrz umieszczono skórzane siedzenia w układzie 2+1. Przedział pasażerski oświetlały lampy żarowe zasilane przez silnik.
Tramwaje z drugiej serii produkcyjnej o numerach 281–296 różniły się od pozostałych głównie ścianą przednią, która w porównaniu do starszych wagonów była prosta. Doczepy drugiej serii miały też zmodyfikowane wymiary nadwozia. Serię tę zaprojektowano i zamówiono w 1943 roku a wprowadzono do eksploatacji dopiero w 1947 roku. Prototypowa doczepa z drugiej serii o numerze 281 była jedyną, która miała podłużną tapicerowaną ławkę po prawej stronie i troje drzwi.

## Dostawy
Łącznie w latach 1939–1947 wyprodukowano 36 wagonów serii 261–296.
| Państwo        | Miasto         | Lata dostaw    | Liczba | Numery taborowe | Uwagi                        |       |
| -------------- | -------------- | -------------- | ------ | --------------- | ---------------------------- | ----- |
| Czechosłowacja | Brno           | 1939, 1947     | 36     | 261–296         | 281 – prototyp drugiej serii | [ 3 ] |
| Łączna liczba: | Łączna liczba: | Łączna liczba: | 36     |                 |                              |       |

## Eksploatacja
Wagony te były początkowo używane niemal wyłącznie na liniach nr. 1 i 6, w latach 60. kierowano je także na inne linie. Wagony nr 281–296 kursowały razem z wagonami 261–280 w składach potrójnych, które ekspediowano do drugiej połowy lat 60., kiedy w latach 1967–1969 wycofano doczepy serii 281–296. Pozostałe wagony pozostawały w regularnej eksploatacji do lutego 1972 roku, kiedy wszystkie zostały wycofane, podobnie jak ostatnie wagony doczepne Ringhoffer nr 211–260. 31 marca 1972 r. był ostatnim dniem eksploatacji doczep. Dostawy wagonów Tatra T3 i Tatra K2 przypieczętowały ich los. Do dziś zachowały się dwie doczepy o numerach  263 i 296.

## Wagony historyczne
| Pochodzenie | Numer taborowy | Obecny właściciel | Rok produkcji | Historyczny od roku | Komentarz                                 |       |
| ----------- | -------------- | ----------------- | ------------- | ------------------- | ----------------------------------------- | ----- |
| Brno        | 263            | TMB               | 1939          | 1973                |                                           | [ 5 ] |
| Brno        | 296            | TMB               | 1947          | 1972                | W latach 1969–1971 wagon historyczny DPMB | [ 6 ] |